# Erwin Böhme
Pour les articles homonymes, voir Böhme.
 Erwin Böhm  était un pilote allemand, as de la Première Guerre mondiale crédité de 24 victoires.

## Biographie
Il eut une jeunesse athlétique et fut guide de haute montagne en Suisse, explorateur en Afrique sur les traces du docteur David, il a travaillé pour la société du chemin de fer d'Usambara.

### Débuts dans l'aviation
Il s'est engagé en 1914 recruté comme pilote malgré son âge. Élève à Lindenthal (de), il est qualifié pilote en décembre 1914. Tout d'abord instructeur à Metz au Kampstaffel 10 d'Oswald Boelcke, il fut muté sur le front de l'Est. Le 2 août 1916, aux commandes de son Albatros C.III, il abat son premier avion, celui d'Edwards Pulpe. Après cette victoire il fut recruté par Boelcke dans la Jasta 2 et fut à l'origine de la mort de ce dernier en le heurtant en plein vol.
Il partit pour intercepter un vol de reconnaissance au-dessus de Zonnebeke et fut abattu par l'avion du capitaine John Patten.

## Sources